# اچ‌ام‌اس الکترا (۱۸۰۸)
اچ‌ام‌اس الکترا (۱۸۰۸) (به انگلیسی: HMS Electra (1808)) یک کشتی بود که طول آن ۹۳ فوت ۳ اینچ (۲۸٫۴۲ متر) بود. این کشتی در سال ۱۸۰۴ ساخته شد.